# Luan Pereira
Luan Pereira (Suzano, 18 de agosto de 2003), é um cantor e compositor brasileiro. Nascido em Suzano, região metropolitana de São Paulo, e criado em Rosana, interior do estado de São Paulo, Luan começou a carreira aos 17 anos. Conhecido por sua voz grave, conquistou, em 2023, o segundo lugar na Billboard Brasil Hot 100 e o primeiro lugar no Spotify Brasil com a canção "Dentro da Hillux" (com participação de MC Daniel e MC Ryan SP). É considerado um dos principais nomes do agronejo.

## Discografia

### Álbuns colaborativos
| Álbum | Detalhes                                                                                         |
| --- | ------------------------------------------------------------------------------------------------ |
| Agroplay Verão (AgroPlay com Ana Castela, Luan Pereira, DJ Chris no Beat, Léo & Raphael, Francisco, Rodolfo Alessi, Julya & Mariana e Garu) | - Lançamento: 18 de agosto de 2023 - Formatos: Streaming, download digital - Gravadora: AgroPlay |

### Singles

#### Como artista principal
| Canção                                                   | Ano  | Melhores posições nas paradas | Melhores posições nas paradas | Certificações | Álbum                        |
| Canção                                                   | Ano  | BRA                           | POR                           | Certificações | Álbum                        |
| -------------------------------------------------------- | ---- | ----------------------------- | ----------------------------- | ------------- | ---------------------------- |
| "Do Mato Pro Mundo"                                      | 2021 | —                             | —                             |               | Não associado a algum álbum  |
| "Amor Bruto"                                             | 2021 | —                             | —                             |               | Não associado a algum álbum  |
| "Pira Nos Caipira" (com DJ Chris no Beat)                | 2021 | —                             | —                             |               | Não associado a algum álbum  |
| "Peão Não Sofre" (com Leo & Raphael)                     | 2021 | —                             | —                             |               | Não associado a algum álbum  |
| "Chama" (com Ana Castela)                                | 2021 | —                             | —                             |               | Não associado a algum álbum  |
| "No Meio do Rolo" (com Bruno & Baretto)                  | 2022 | —                             | —                             |               | Não associado a algum álbum  |
| "Juliet e Chapelão" (com Ana Castela e DJ Chris no Beat) | 2022 | —                             | —                             |               | Não associado a algum álbum  |
| "No Meio do Rolo (funk remix)" (com DJ Lucas Beat)       | 2022 | —                             | —                             |               | Não associado a algum álbum  |
| "Turbina" (com Pedro Paulo & Alex)                       | 2022 | —                             | —                             |               | Não associado a algum álbum  |
| "Botadona Bruna"                                         | 2022 | —                             | —                             |               | Não associado a algum álbum  |
| "Tapinha" (com DJ Chris no Beat)                         | 2022 | —                             | —                             |               | Não associado a algum álbum  |
| "Trem Que Pula"                                          | 2022 | —                             | —                             |               | Não associado a algum álbum  |
| "Cabine Bruta" (com Guilherme & Benuto)                  | 2023 | —                             | —                             |               | Não associado a algum álbum  |
| "Ela Pirou na Dodge Ram" (com MC Ryan SP)                | 2023 | —                             | —                             |               | Não associado a algum álbum  |
| "Vaqueiro Apaixonado" (com Ana Castela)                  | 2023 | —                             | —                             |               | Agroplay Verão               |
| "Paraguaya"                                              | 2023 | —                             | —                             |               | Agroplay Verão               |
| "Vai Luan" (com DJ Chris no Beat)                        | 2023 | —                             | —                             |               | Agroplay Verão               |
| "Moletom" (com Gustavo Mioto)                            | 2023 | —                             | —                             |               | Não associado a algumm álbum |
| "Pau Torando" (com Francisco)                            | 2023 | —                             | —                             |               | Agroplay Verão               |
| "Dentro Da Hillux" (com MC Daniel e MC Ryan SP)          | 2023 | 2                             | 9                             |               | Não associado a algum álbum  |
| "Amizade Ou o Quê" (com Ana Castela)                     | 2023 | —                             | —                             |               | Boiadeira Internacional      |
| "Eu Sou Sentimento" (com Luan Santana)                   | 2024 | —                             | —                             |               | Não associado a algum álbum  |

#### Como artista convidado
| Canção | Ano  | Melhores posições nas paradas | Melhores posições nas paradas | Certificações | Álbum                        |
| Canção | Ano  | BRA                           | POR                           | Certificações | Álbum                        |
| --- | ---- | ----------------------------- | ----------------------------- | ------------- | ---------------------------- |
| "5 Playboy Não Faz" (DJ Kevin e Luan Pereira) | 2022 | —                             | —                             |               | Não associado a nenhum álbum |
| "Chá de Sentimento" (Felipe & Murilo e Luan Pereira) | 2022 | —                             | —                             |               | Não associado a nenhum álbum |
| "Bota Sem Amor" (MC Frog, Luan Pereira e MC Morena) | 2022 | —                             | —                             |               | Não associado a nenhum álbum |
| "Vapo do Fazendeiro" (Mano Walter e Luan Pereira) | 2022 | —                             | —                             |               | Não associado a nenhum álbum |
| "Brota No Baile" (Victor & Matheus, DJ Chris no Beat e Luan Pereira)                                                                                       | 2022 | —                             | —                             |               | Não associado a nenhum álbum |
| "Imagina" (Allana Macedo e Luan Pereira) | 2022 | —                             | —                             |               | Não associado a nenhum álbum |
| "Roça Em Mim" (Zé Felipe, Ana Castela e Luan Pereira) | 2022 | 4                             | 18                            |               | Não associado a nenhum álbum |
| "Atire o Primeiro Chapéu" (remix de "Fazedinha Sessions #2: Vão Ser Bão Pra Lá") (Fazendinha Sessions part. Us Agroboy, Luan Pereira e Dreysson Rodrigues) | 2023 | —                             | —                             |               | Não associado a nenhum álbum |
| "Cachorro" (Jennifer & Stephany e Luan Pereira) | 2023 | —                             | —                             |               | Não associado a nenhum álbum |
| "Pirulito Vermelho" (Diego & Victor Hugo e Luan Pereira)                                                                                                   | 2023 | —                             | —                             |               | Não associado a nenhum álbum |
| "Simples e Romântico, Pt. 2" (Nicolas Germano e Luan Pereira)                                                                                              | 2023 | —                             | —                             |               | Não associado a nenhum álbum |